# 山口高忠
山口 高忠 （やまぐち たかただ、生没年未詳）は、室町時代初期の武蔵国入間郡の国人。父は山口高治。山口城・根古屋城城主。通称は小太郎。

## 略歴
永徳3年（1383年）、父山口高治が曾祖父山口高実と共に関東公方足利氏満・上杉憲顕に敗れ山口城で自刃すると、上杉氏に臣従し武蔵国守護代大石氏の配下となった。
戦火で焼失した山口城の大改修を行ったが、もともと館であったため別個に勝楽寺村（所沢市勝楽寺）に根古屋城を築き、山口城の城郭としての機能を根古屋城に移した。また、戦火で焼失した山口城近くの中氷川神社の社殿を再建するなど山口一帯の再興に尽くした。